# LRRK2
LRRK2，（富亮氨酸重复激酶2（英語：Leucine-rich repeat kinase 2），又叫震顫素（英語：dardarin）），在人类是由PARK8基因编码的一个酶。LRRK2是富亮氨酸重复激酶家族的一个成员。这个基因的变异与帕金森氏症和克隆氏症危险性增高相关。

## 功能
LRRK2基因编码的蛋白拥有一个犰狳重复区域、一个锚蛋白重复区域、一个富亮氨酸重复结构域、一个激酶结构域、一个RAS结构域、一个鸟苷三磷酸酶结构域和一个WD40重复结构域。此蛋白大部分存在于细胞质中，但也与線粒體外膜结合。
LRRK2与Parkin连接酶C端RING(Really Interesting New Gene)指结构域有相互作用，而Parkin与LRRK2的COR结构域有相互作用。突变型LRRK2的表达诱导成神经细胞瘤和小鼠大脑皮质神經元的细胞凋亡。